# 信州アルピコタクシー
信州アルピコタクシー株式会社（しんしゅうアルピコタクシー、英: SHINSHU ALPICO TAXI Co., Ltd.）は、かつて存在したアルピコグループのタクシー事業者。長野県松本市庄内に本社を置いていた。
2013年12月2日、アルピコホールディングス株式会社が信州名鉄運輸株式会社より全株式を取得したことに伴い、信州名鉄交通株式会社より商号変更した。これにより、名鉄グループからアルピコグループの一員となり、以前からあるアルピコタクシーを加えて同グループのタクシー事業としては2社目となった。
2016年4月1日に、株式会社宇都宮とともにアルピコタクシー株式会社に吸収合併され解散した。

## 概要
本社・支社のある松本市、塩尻市、大町市の他、安曇野、木曽路、白馬村、善光寺平等の観光地を得意とした業務を行っていた。
車両台数は155台（うち普通タクシーは140台）。客4人乗り、5人乗りの普通タクシーだけでなく、9人乗りのジャンボタクシー、18人乗りのマイクロバスも保有していた。
福祉車両としては車椅子車両、寝台車両、回転座椅子車両があった。その他運転代行業や企業等の車の運転業も行っていた。